# بروس ميتشيل (عازف جاز)
بروس ميتشيل (بالإنجليزية: Bruce Mitchell)‏ هو عازف جاز بريطاني، ولد في 6 يونيو 1940.

## وصلات خارجية
- بروس ميتشيل على موقع ميوزك برينز (الإنجليزية)
- بروس ميتشيل على موقع ديسكوغز (الإنجليزية)